# Alexandru de Hurmuzachi
Alexandru de Hurmuzachi, německy Alexander von Hormuzaki (3. nebo 23. března 1869 Černovice – 1945 Ženeva), byl rakouský politik rumunské národnosti z Bukoviny, na počátku 20. století poslanec Říšské rady a zemský hejtman Bukoviny.

## Biografie

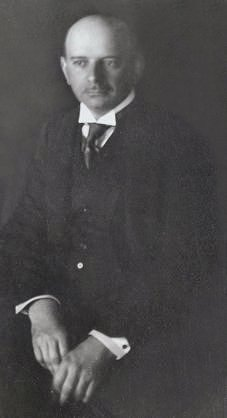
Alexandru de Hurmuzachi na fotografii z r. 1904.

Byl členem vlivné bukovinské rodiny Hurmuzachi, která pocházela z původně řeckého rodu, jenž v 16. století přesídlil z ostrova Chios do Moldávie. Šlo o přední bojarskou rodinu.
Vystudoval státní gymnázium v Černovicích, kde maturoval roku 1886, a potom univerzitu. Roku 1891 byl promován na doktora práv. Roku 1892 nastoupil do státní služby k finanční prokuratuře. Působil jako tajemník finanční prokuratury v Černovicích.
Od července 1904 zasedal jako poslanec Bukovinského zemského sněmu. Na sněmu byl členem Rumunského klubu. Od roku 1911 zastával úřad zemského hejtmana (předsedy sněmu a nejvyššího představitele zemské samosprávy Bukoviny).
Působil i jako poslanec Říšské rady (celostátního parlamentu Předlitavska), kam usedl v doplňovacích volbách do Říšské rady roku 1904 za kurii velkostatkářskou v Bukovině, II. voličský sbor. Nastoupil 6. prosince 1904 místo Georga Wassilka von Sereckého. Uspěl i v řádných volbách do Říšské rady roku 1907, konaných poprvé podle všeobecného a rovného volebního práva. Zvolen byl za obvod Bukovina 12. Mandát zde obhájil ve volbách do Říšské rady roku 1911.
V roce 1906 se uvádí na Říšské radě coby člen poslaneckého Rumunského klubu. I po volbách roku 1907 a roku 1911 patřil do parlamentního Rumunského klubu.